# Liste der Top Try Scorer der National Rugby League
Diese Liste führt alle Top Try Scorer der National Rugby League seit deren Gründung zur Saison 1998 auf. Der Top Try Scorer ist der oder die Spieler, die in der jeweiligen Saison die meisten Versuche gelegt haben.

## Liste der Top Try Scorer
- Alter: Stichtag ist das Datum des jeweiligen Grand Finals.

| Saison | Spieler            | Verein                        | Versuche | Spiele | Alter |
| ------ | ------------------ | ----------------------------- | -------- | ------ | ----- |
| 1998   | Darren Smith       | Brisbane Broncos              | 23       | 27     | 29    |
| 1999   | Nathan Blacklock   | St. George Illawarra Dragons  | 24       | 26     | 23    |
| 2000   | Nathan Blacklock   | St. George Illawarra Dragons  | 25       | 26     | 24    |
| 2001   | Nathan Blacklock   | St. George Illawarra Dragons  | 27       | 28     | 25    |
| 2002   | Nigel Vagana       | Canterbury-Bankstown Bulldogs | 23       | 24     | 27    |
| 2003   | Rhys Wesser        | Penrith Panthers              | 25       | 26     | 24    |
| 2004   | Amos Roberts       | Penrith Panthers              | 23       | 23     | 23    |
| 2005   | Matt Bowen         | North Queensland Cowboys      | 21       | 25     | 23    |
| 2006   | Nathan Merritt     | South Sydney Rabbitohs        | 22       | 24     | 23    |
| 2007   | Matt Bowen         | North Queensland Cowboys      | 22       | 27     | 25    |
| 2008   | Brett Stewart      | Manly-Warringah Sea Eagles    | 22       | 24     | 23    |
| 2009   | Brett Morris       | St. George Illawarra Dragons  | 25       | 24     | 23    |
| 2010   | Shaun Kenny-Dowall | Sydney Roosters               | 21       | 28     | 22    |
| 2010   | Akuila Uate        | Newcastle Knights             | 21       | 24     | 22    |
| 2011   | Ben Barba          | Canterbury-Bankstown Bulldogs | 23       | 24     | 22    |
| 2011   | Nathan Merritt     | South Sydney Rabbitohs        | 23       | 22     | 28    |
| 2012   | Ben Barba          | Canterbury-Bankstown Bulldogs | 22       | 27     | 23    |
| 2013   | Michael Jennings   | Sydney Roosters               | 20       | 26     | 25    |
| 2013   | Jorge Taufua       | Manly-Warringah Sea Eagles    | 20       | 26     | 21    |
| 2013   | David Williams     | Manly-Warringah Sea Eagles    | 20       | 27     | 27    |
| 2014   | Alex Johnston      | South Sydney Rabbitohs        | 21       | 18     | 19    |
| 2015   | Semi Radradra      | Parramatta Eels               | 24       | 18     | 23    |